# Asemonea pinangensis
Espèce
Asemonea pinangensis est une espèce d'araignées aranéomorphes de la famille des Salticidae.

## Distribution
Cette espèce est endémique de l'île de Penang au Penang en Malaisie,.

## Description
Le mâle holotype mesure 2,36 mm.

## Systématique et taxinomie
Cette espèce a été décrite par Wanless en 1980.

## Étymologie
Son nom d'espèce, composé de pinang et du suffixe latin -ensis, « qui vit dans, qui habite », lui a été donné en référence au lieu de sa découverte, l'île de Penang.

## Publication originale
- Wanless, 1980 : « A revision of the spider genera Asemonea and Pandisus (Araneae: Salticidae). » Bulletin of the British Museum of Natural History (Zool.), vol. 39, no 4, p. 213-257 (texte intégral).